# Pamela Moore
Pamela Moore (New York, 22 settembre 1937 – New York, 7 giugno 1964) è stata una scrittrice statunitense.
È nota principalmente per essere l'autrice di Cioccolata a colazione, romanzo-scandalo sulla gioventù americana pubblicato negli anni '50.

## Biografia
Figlia di due scrittori che divorziarono pochi anni dopo la sua nascita, durante l'infanzia visse fra New York e Los Angeles. Compì i primi studi a Hollywood, per poi completare la propria istruzione, a partire dall'età di sedici anni, al Bernard College di New York. Recitò in alcune compagnie teatrali con scarso successo. A soli 18 anni, nel 1956, ancora studentessa pubblicò il suo primo e più celebre libro, Cioccolata a colazione; il romanzo suscitò immediatamente molto clamore, per la spregiudicatezza con cui veniva raccontata la turbolenta vita intima di una teenager americana di quell'epoca, ottenendo un grande successo internazionale (più di un milione di copie vendute negli U.S.A.) e diventando rapidamente un caso editoriale in tutto il mondo. Dopo l'uscita del libro, la scrittrice si recò in Europa per un breve periodo, per promuovere il romanzo e poi per studiare alla Sorbona di Parigi. Negli anni seguenti la Moore, che per la giovane età e le tematiche affrontate era stata accostata a Françoise Sagan, scrisse altri quattro libri, ma nessuno ebbe il successo folgorante del suo romanzo d'esordio. Si sposò nel 1958 con l'avvocato di origini polacche Adam Kanarek e nel 1963 diede alla luce un bambino, Kevin. Pochi mesi dopo, il 7 giugno 1964, mentre stava lavorando al suo ultimo romanzo Kathy on the Rocks, la scrittrice si suicidò con un colpo di carabina all'età di ventisette anni.

## Opere
- Cioccolata a colazione (Chocolates for Breakfast, Rinehart & Company, U.S.A. 1956) - Mondadori 1957 (Collana I Girasoli, traduzione di Tommaso Giglio); nuova ediz. Mondadori 2014 (collana I Meridiani Paperback, traduzione di Francesca Mastruzzo)
- E i piccioni di Piazza St. Mark (East Side Story a.k.a. Pigeons of St. Mark's Place)) Mondadori 1961 (traduzione di Liliana Bonini, collana Il Bosco), ried. come E i piccioni di St.Mark's Place, Mondadori 2000 (coll. Piccola Biblioteca Oscar)
- Il maneggio (The Horsy Set, 1963) - Sugar editore, 1965 (traduzione di Aldo Palumbo); ried. Longanesi & C, 1969 (collana I libri Pocket)
- Baby da un miliardo (The Exile of Suzy-Q) - Longanesi, Torino 1965 (coll. i Superpocket, trad. di Liliana Bonini); ried. Letteratura d'amore, 1969